# امبوهیمیارینا ۲
امبوهیمیارینا ۲ (به لاتین: Ambohimiarina II) یک سکونتگاه مسکونی در ماداگاسکار است که در واتوواوی-فیتووینانی واقع شده‌است.

## خصوصیات
امبوهیمیارینا ۲ ۳٬۰۰۰ نفر جمعیت دارد و ۳۹ متر بالاتر از سطح دریا واقع شده‌است.